# クイーンコーラル2
クイーンコーラル2は、照国郵船が運航していたフェリー。後に関西汽船でも運航された。

## 概要
照国郵船のフェリー第二船として林兼造船長崎工場で建造され、1975年4月に就航した。
ニュークイーンコーラルの就航により引退、来島どっくに売却された。
1983年、関西汽船に傭船され、ゆふ丸の代船として別府航路に就航した。
1984年1月にくいーんふらわあ2に改名した。
1988年来島興産に移籍。
1990年11月、さんふらわあ、さんふらわあ2、くるしま7、フェリーくろしおとともに22億5千万円で来島興産から関西汽船に売却された。
1995年2月、別府航路の減便により引退した。
その後、海外売船され、フィリピンのスーパーフェリーでSaint Francis of Assisiとして就航したが、1999年に廃船になった。

### 航路
照国郵船
- 鹿児島新港 - 奄美大島（名瀬港） - 徳之島（亀徳港） - 沖永良部島（和泊港） - 与論島（与論港） - 那覇港[2]

関西汽船
- 大阪港（弁天埠頭[3]） - 神戸港 - 今治港 - 松山港 - 別府港[4]

## 設計
クイーンコーラル (初代)の拡大型であり、同様な豪華な設備のコンセプトで建造された。クイーンコーラルと同様に冷蔵　貨物倉を有していた他、こちらは当初より左舷側に大型サイドランプを有し、少数ながらトラックの積載が可能であったものの、やはり貨物輸送能力はごく限られており、航路事情にはそぐわない不経済船となった。クイーンコーラルと同様に、後に甲板上に12ftコンテナの積載能力を付与する改装を受けた。

## 船内
内装は南国の太陽と青い海を象徴しつつ個性的かつシンプルなデザインを心がけた。
遊歩甲板
- サンロンジ

A甲板
- ラウンジ・バー
- 貴賓室
- 特別室
- 特1等室
- ホール
- ロビー
- スナック
- 居酒屋
- レストランシアター
- サンデッキ

B甲板
- 1等室
- 特2等客室
- 2等客室
- ホール

C甲板
- 2等室
- エントランスホール
- 売店
- ゲームルーム
- 車両甲板

D甲板
- 車両・貨物甲板

## 事故
- 1991年8月8日、22時10分頃神戸港内で大阪港から神戸港中突堤へ向かっていた本船と、高知県足摺港から東神戸フェリーターミナルへ向かっていたフェリーむろとが本船の進路を避けず衝突、両船の乗客のうち7名が軽傷を負った[5]。